# Château de Pechrodil
Le château de Pechrodil  est situé sur la commune de Varen, dans le département de Tarn-et-Garonne.
Du XIIe siècle au début du XIXe siècle, au moins, la seigneurie de Pech-Rodil fut sans interruption le siège de la famille Gros de Perrodil, descendante de chevaliers saint-Antoninois et de Najac, dont les fiefs et possessions s'établissaient entre Saint-Antonin-Noble-Val, Najac, et au-delà Toulzanes, principalement sur la rive droite de l'Aveyron et du Viaur. Mentionnée depuis les temps les plus reculés comme château, l'habitation fortifiée des seigneurs de Pechrodil, située au bord de la rivière, au centre de ces territoires, était bien pourvue en ouvrages de défenses, tours, enceintes, cours basse, fossés, pont levis, que des aménagements avaient transformés dès le début du XVIIe siècle dans le goût du temps en une élégante résidence familiale.
De l'antique demeure subsistent quelques vestiges.

## Localisation et étymologie
Le château de Pechrodil est situé aux confins sud-est de la commune de Varen, élevé sur une colline à l'intérieur d'un repli étroit formé par une des nombreuses boucles de l'Aveyron. Enclave du Tarn-et-Garonne dans le département voisin du Tarn le site fut aussi mentionné comme « presqu'île de Pechrodil ». Avant la création du département de Tarn-et-Garonne  'Puechroudil' ou  'Puech-rondil', ancienne commune, appartenait à la Province du Rouergue correspondant approximativement au département actuel de l'Aveyron auquel il a appartenu quelques années.
La rivière érodant depuis des siècles l'extrémité resserrée, et la plus élevée, d'une colline et d'un coteau s'élevant en pente douce en direction du nord est, a créé à cet endroit un escarpement naturellement défendu par les eaux et la rupture abrupte d'une sorte de falaise rougie par les eaux de l'Aveyron. Bâti sur l'emplacement d'un oppidum, à l'extrémité de ce tertre plus ou moins arrondi, point d'observation privilégié au centre de la vallée, le fort originel reçut son appellation de la configuration du terrain qui lui servait de base. Le nom de Perrodil est, en effet, une variante moderne des déclinaisons du toponyme à travers le temps : Pugrodil, Podiorodil, Podio rodilio, Podio rodelli, Puechrodil, Pechrodil, Pechroudilh, Puyrodil, Peroudil, etc. ; puech, pech, puy rond ou arrondi, qui ont servi tour à tour pour désigner ce qu'on appelait primitivement la « Borderie de Pugrodil ». Interprétation du toponyme complétée par la variante issue du bas latin Podium Rodibile, du verbe rodere, ronger, mais aussi par le verbe occitan rodilhar (roudilya à la 3e personne) : « Tourner les yeux autour de soi, inspecter, regarder d'un côté et de l'autre », roudilh' prenant aussi spécifiquement dans le Rouergue le sens de quenouille rassemblant la filasse avant le filage, telle la presqu’île de Pech-Rodil, langue de terre de deux kilomètres se terminant en pointe, connue pour avoir été entourée d'abondantes chènevières, que la famille des seigneurs du lieu cultivait.
Les spécialistes ne départagent pas ces interprétations issues de la configuration particulière du site de celle de ses aménagements. En effet rodil pourrait être issu de « roue ». À l'arrière du manoir, en contrebas, particulièrement vigoureuses, les eaux de l’Aveyron ont formé un bief naturel important, configuration remarquable à l'extrémité de laquelle prend place un moulin à rodets. Cette interprétation dénommerait ainsi ce puech comme celui de la « roue » qu’entraînait depuis longtemps l'eau de l'Aveyron.
Pour finir un toponymiste contemporain propose récemment que le rodil de Pechrodil découle de l'adjectif latin rutilus « roux », « rouge ardent ».
Ces différentes analyses et interprétations ne sont pas forcément contradictoires, et elles ont pu au fil du temps s’agréger et former sens commun. En effet, outre la falaise aux reflets rougeoyants, les armes des Perrodil, « de gueules au lambel d'argent », étendard rouge, représentaient la famille établie au sommet de la colline.
Le fort existant au XIIIe siècle, sur cette colline érodée, au-dessus du moulin, au bord de la falaise rougie par les eaux, point de vue exceptionnel, véritable guet sur la vallée de l'Aveyron et ses cultures de chanvre, fut le centre de la seigneurie de Perrodil. Celle ci avait au XVIIIe siècle encore des fiefs, non seulement à Pech-Rodil, sur la paroisse de St Grégoire , mais encore sur celles de Varen, de St Martial-les-Grèges, de Puechmignon, de St Julien de Belpech, de Saint Cambrairi ou St Caprais

## Histoire
Centrée sur le manoir, l'histoire plus complète de la famille Gros de Perrodil est consultable par les liens donnés en références.

### Genèse
Malgré le signalement d'un oppidum les premières mentions connues de 'Pug-Rodil' concernent uniquement une borderie, c'est-à-dire une exploitation agricole relativement modeste.
Une partie de la seigneurie avait échu au comte Pierre Gros, chevalier Saint-Antoninois, lorsque le 2 août 1155, il assiste en tant que témoin à l'acte important du partage de la Vicomté de Saint Antonin entre son cousin le vicomte Yzarn et ses frères. Dans leurs fonctions militaires les Gros apparaissent en divers lieux. Entre 1227 et 1259, au moins, ils sont co-seigneurs de Najac. En 1266 Pierre, Guillaume et Gérau vivent encore dans sa juridiction fort étendue, à laquelle appartient 'Paizrodilh', dont un Gérau est seigneur en 1259, ainsi que de divers autres lieux . Hommage est rendu cette année au comte de Toulouse pour ces possessions, tant à la forteresse de Najac, qu'à Pech-Rodil et autres lieux, dans un rayon d'une quinzaine de kilomètres.
Le 30 septembre 1285, noble Guillaume Gros de Perrodil et de Lez, fait cette fois hommage au Roy, « pour raison du lieu et château de Perroudil ». Ces hommages se succéderont tout au long de l'ancien régime. On relève 1399, 1461, 1567, 1666, 1734. Le 7 mars 1733, Jean Baptiste de Gros seigneur de Perroudil effectue un dénombrement pour : Sur la paroisse de St Grégoire : « château où il y a deux tours, avec sa basse-cour, une maison pour le métayer, four volailler, pressoir à huile, granges, écuries, four fournial, moulin à trois meules courantes sur la rivière Aveyron et autre petite maison et étable pour le meunier. Le tout près du-dit château, plus une aire dépicatoire, garennes, terres, rivages, jardins, prés, chènevières et pacages. ». Le document se poursuit, la seigneurie possède d'autres fiefs et de nombreux biens. Il en est dénombré 99, sans les rentes.

### Un lieu de défense, d'exploitation agricole et de résidence.
Des siècles de conflits religieux (albigeois, cathares, vaudois, huguenots) et politiques, notamment avec l'Angleterre (Guerre de cent ans), attisés par la difficulté d'accès à la justice royale de régions au relief tourmenté, entretiennent une situation de guerre civile endémique,. Les Gros de Perrodil défendirent la cause catholique, ce qui n'empêche pas la dénommée « presqu'île de Pech-Rodil » d'abriter durant plusieurs décennies une importante et réputée communauté vaudoise. L'Inquisition enquête en 1273 et les frappe.  La nécessité d'abriter régulièrement la population des campagnes et hameaux  des bandes de routiers et pillards, le château fortifié offre des chambres, dans le fort même, mais aussi plus simplement « serrées les unes contre les autres » à l'intérieur de l'enceinte, chambres mises à disposition des plus privilégiés, lorsque le site sert de refuge ,. Le château, isolé, est néanmoins occupé à plus d'une reprise, notamment en 1381 par des routiers, en 1388 et 1389 par des troupes anglaises et en 1576 par les Huguenots.
Les Gros de Perrodil chargés de la justice basse « jusqu'à 60 sols » ont de ce fait obligation de disposer d'une prison et d'un sergent. La cave de la tour la plus éloignée de l'habitation est connue localement comme cave des prisonniers.
Quand en 1620 les huguenots de Saint Antonin se révoltèrent, Pierre Gros de Perrodil combat aux côtés de Louis XIII. La ville reprise, il reçut en récompense de son soutien et de sa fidélité, la charge de gouverneur. Ce dont les habitants de la région, dont sa famille est originaire, se félicitèrent. Pierre Gros seigneur de Pechrodil, ainsi que le seigneur de La Prune étaient en effet réputés pour repousser vaillamment les incartades des assaillants huguenots  et leurs ravages dans les campagnes, jusque dans leurs villes.  Pierre mourut peu de temps après. En ces circonstances, sa veuve, Claire d'Ax, tutrice de ses enfants mineurs, fit établir en 1622 un inventaire. Sur plus de cinquante pages, il nous offre la description méticuleuse de l'habitation fortifiée - dont plusieurs parties viennent d’être bâties à neuf - de son mobilier et de tout son contenu, jusqu'aux domestiques: étoffes précieuses, tapis de Turquie, robes de Cadis, argenterie, joyaux, vaisselle d'étain draps et serviettes en grands nombres, archives, coffre de fer contenant 300 livres en quart d'écu, nombreuses pièces d'armes, mousquets, arquebuses, carabines, arbalètes, hallebardes, armures, chevaux, réserves alimentaires, de vin, de grain, de poudre et de balles de canon petites et grandes, panneaux de protection des ouvertures 'prêts à être posés', chaînes de pont-levis, moule de cloche, cribles de parchemin pour la fabrication du papier, matériel pour la confection du verre à vitre ...  et encore maison neuve à proximité du château, granges, fours, moulin, pressoirs, chènevières,  troupeaux, etc. Les fonctions militaires, de protection, d'exploitation agricole complète, et de résidence familiale simple mais luxueuse pour l'époque, y sont indéniables.

### Période révolutionnaire
En 1793, au plus fort de la tourmente, alors que plusieurs châteaux voisins sont pillés, voir gravement endommagés, celui de Pechrodil ne semble avoir fait l'objet que d'une rançon, son chef de famille, Jean-Baptiste, assigné à résidence au mois d'octobre, contraint de livrer 119 livres de cuivre, 38 d'étain, 37 balles de plomb et 70 de fer. Les Gros de Perrodil s’acquittent de cette réquisition forcée, mais confirment leur attachement à leur terroir et patrie et n'émigrent pas. Naissances et décès se poursuivent selon les actes au château. Les armoiries de la porte d'entrée sont, conformément à la nouvelle législation imposant la suppression des signes de noblesse, martelées. Les anciens seigneurs durant ces temps troublés réduisent  leur nom à leur seul patronyme originel 'Gros' et se déclarent ménagers, c'est-à-dire exploitants agricoles. Le cadet, Marial-Henry participe à un chantier de fourniture de salpêtre à Varen afin de soutenir le nouvel Etat en butte avec l'envahisseur étranger contre-révolutionnaire.

### Démantèlement
En 1809, jeune héritier, benjamin de la famille encore célibataire, Guy Clément Gros, membre de la Garde de l'Empereur, vélite de l'artillerie à cheval, meurt le 15 janvier à Madrid, victime de la guerre d'Espagne. Héritier du château, son frère Martial Henry, le cadet, mourra également célibataire en 1825. Le troisième, Alphonse de Gros de Perrodil, l'aîné, héritier lui aussi ainsi que sa mère, s'installe entretemps avec toute sa famille, définitivement, au château voisin de Mouzieys, propriété qui fut celle  de la famille de sa mère et de son épouse, les Genton de Villefranche. Débute ainsi par la Révolution  et se poursuit par des ventes successives, étalées sur plusieurs décennies, l'inexorable désagrégation de l'ancienne seigneurie de Pech-Rodil.
Échangé en 1818 contre une habitation à Saint-Antonin-Noble-Val, vendu et revendu, divisé par la suite en trois propriétés distinctes, le château de Pechrodil subit au cours du XIXe siècle un démantèlement qui s'arrête au niveau des caves, subsistantes partiellement. Les pierres de ses épaisses murailles servirent à édifier des bâtiments alentour.  L'un des propriétaires conserva toutefois une partie de bâtiment aujourd’hui intégrée à une construction récente. Un autre, l'imposante muraille de plus de quinze mètres de haut, vestige important décrit à l’inventaire fondamental comme appartenant à l'une des deux tours du manoir. Cet impressionnant témoignage du passé, établi sur cave voûtée et surplombant la vallée de l'Aveyron, fut abattu au début du XXIe siècle. 
Une tourelle servant en partie de pigeonnier, vestige probable du pavillon d'entrée dénommé initialement aussi 'uzine',  hors œuvre principal, subsiste intégralement.
Des éléments remarquables des constructions, connus (cheminées, chapiteaux ouvragés, portails d'entrée, heurtoir, escalier, etc.) et pour certains référencés à l'inventaire fondamental, se retrouvent dans l'environnement immédiat et plus lointain, notamment au château de Cornusson.

## Le château
Les vestiges subsistants ainsi que les descriptions que les archives et récits nous laissent, permettent de donner du château et des constructions environnantes une description assez précise, résumée ici à l'essentiel de son aspect extérieur.

### Aspect extérieur du bâtiment principal

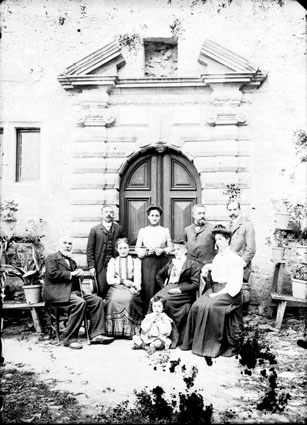
Portail du château de Pechrodil déplacé au château de Cornusson

Quadrilatère allongé, d'environ trente mètres sur huit  – dont il subsiste une bonne partie du socle -  élancé sur quatre niveaux  campés sur la falaise, son flanc nord, du côté de Varen, était rehaussé de deux niveaux supplémentaires, vestige vraisemblable d'une primitive tour de guet, dont un pan complet subsistait encore au début du XXIe siècle. À l'autre extrémité de ce quadrilatère, côté sud, un donjon en avancée sur le ravin complétait la longue façade qu'il développait à l'est face à la rivière qui le contournait.
La façade sud, constituée de la tour du donjon rénovée ou reconstruite au XVIIe siècle, du flanc du quadrilatère de base élargi d'une extension - subsistante - à l'ouest, sur plus de vingt mètres et quatre niveaux offrait ses baies de fenêtres à un panorama grandiose, bordé de hautes collines filant à l'horizon, cadrant de façon idyllique une vaste avenue champêtre, bordée de deux doubles rangées de peupliers, descendant en pente douce vers les villages de Dézes, de Tortusson, et l'église de St Grégoire et sa chapelle seigneuriale .
Le remarquable portail aux pilastres ioniques à bossages prononcés et fronton brisé, typique d'une Renaissance tardive - aujourd'hui au château de Cornusson-   précédé d'un escalier double selon Edouard de Perrodil, agrémentait ce qui devait être  la façade principale du château, favorablement orientée et bénéficiant  d'une vue splendide.
Rénové au XVIIe siècleselon la mode de son temps, la couverture du château était d'ardoise et sa maçonnerie de moellons enduite. Cette rénovation l'avait agrémenté d'éléments de décors particulièrement raffinés, contrastant avec ses fonctions agricoles et de défense pourtant encore pleinement sollicitées à cette époque.

### Exploitation agricole
Perpendiculairement au quadrilatère de base du château, s'établissait à proximité, au couchant, orienté est-ouest un important corps de ferme, quadrilatère de près de soixante mètres de long sur quinze de large. L'extrémité ouest de ce bâtiment correspondait à l'emplacement de la ferme existante actuellement. Ce bâtiment comportait granges, étables et greniers. Outre les récoltes, il abritait les paires de bœufs et de chevaux de labour, ainsi que les troupeaux de moutons, dénommés « bêtes à laine ». À cet ensemble s'adossait au sud, sur toute la longueur de sa façade et une profondeur de quatre-vingt mètres, le jardin potager clos d'une muraille et comportant un puits.
Séparant ce vaste corps de ferme de la terrasse sud du château, un petit ensemble de bâtiments, dénommé « uzine », comprenait le logement du métayer, la tour du pigeonnier, subsistante ou reconstruite, les fours, fournial et four volailler, les pressoirs, ainsi que... les loges à cochons. 
L'écurie pour les chevaux de selle était intégrée au château lui-même, accessible directement du logis par une galerie -partiellement subsistante-  qui y débouchait. Cette écurie comportait deux couchettes pour du personnel, l'une dans l'écurie proprement dite, la seconde dans une pièce adjacente « sans porte ni fenêtres ».
Greniers et caves du château servaient également en partie au stockage de certaines récoltes : noix, grains, vin.
En contrebas du château et de tout temps, le moulin de Pech-Rodil sur l'Aveyron a fait partie de l'exploitation et des prérogatives de la seigneurie, en plus, à certaines époques, de ceux situés en amont, à Varen et Laguépie, et en aval à Ratayrens.

## Légendes
Plusieurs légendes concernent le château et les seigneurs de Pechrodil. En voici deux qui nous décrivent, de façon imagée, certains phénomènes hydrologiques et topographiques remarquables, tout en soulignant l'importance dans l'imaginaire collectif de la seigneurie.
La première fait état d'un gouffre insondable sous l'Aveyron, source des tourbillons que l'on observe en contrebas du manoir à proximité du bief du moulin. Selon la légende ce gouffre, mortel pour le commun qu'il engloutissait à jamais, aurait eu la particularité de rejeter par contre sans cesse sains et saufs les Seigneurs de Perrodil qui s'y seraient précipités témérairement ou de désespoir, même à de multiples reprises. Impossibilité leur était faite d'y disparaître. 

Effectivement, aujourd'hui le site apprécié des kayakistes frappe par le phénomène qui, en un point précis, permet dans les rouleaux particulièrement vigoureux de Pech-rodil de demeurer, violemment entraînés mais ramenés inexorablement à son point de départ à la surface des perturbations. Plusieurs descriptions et videos font état du phénomène dont il est dit que « le spot est une vague+rouleau école... la facilité d’exécution des figures, dans cette vague, est vraiment surprenante, mais il faut s'y engager précisément au risque sinon d'être projeté sur un fond très dur ». 
La seconde relate que, s'engageant dans le souterrain de communication traversant l'Aveyron entre les châteaux des seigneurs amis de Pechrodil et Ratayrens, par le côté des terres fertiles de la vallée, riches en chènevières et propriétés de son maître, un serviteur du Seigneur de Pechrodil trahissant la confiance accordée, au moment de déboucher sur l'autre rive  ne résista pas à la tentation d’ouvrir le coffret qu'il avait pourtant le devoir d'amener parfaitement clos au Seigneur de Ratayrens. Son geste entraîna un tel cataclysme que toute la pente de la colline de Sommard, face à Pech-Rodil, en trembla. Les traces figées aujourd'hui dans les chaos de pierres, tel celui de La Marèze, sont celles que laissa sa condamnation par le diable surgit du coffret, d'en remuer le sol de fond en comble avec lui, au point d'y rendre l'usage agricole malaisé, sinon impossible. Depuis la préhistoire, jusqu'au Moyen Âge, le site fut un centre important de fabrication de meules de moulin.